# 楊嗣瑈
楊嗣瑈（越南语：／，1876年—1930年），字雲泉（越南语：／），越南阮朝舉人、官員。

## 生平
楊嗣瑈河東省應和府雲亭村人，父親是三甲楊珪。兄弟楊嗣琢、堂兄弟楊嗣璠、叔叔楊琳均爲舉人出身，姪子楊紹祥爲進士出身。
成泰十二年（1900年），在河南場考中庚子科舉人。五年後補北江省候補，後任陸岸、扶寧、清水訓導。
後陞錦溪知縣、恩施知縣、美德知府、安朗知府（1923年）、興安布政使。
1930，楊嗣瑈在任上逝世，享壽54歲。

## 家庭
- 子楊紹爵，音樂家[4]